# Obratník noci
Obratník noci (anglicky Tropic of Night) je kniha amerického spisovatele Michaela Grubera, která vyšla v lednu 2004.
Jedná se o první knihu s hlavním hrdinou kubánským policejním detektivem Jimmym Pazem.

## Obsah
První příběh miamského detektiva kubánského původu Jimmyho Paze, který po večerech vaří ve vyhlášené kubánské restauraci, patřící jeho matce a po nocích prožívá svá milostná dobrodružství s jednou z mnoha milenek.
V Miami je objevena mrtvola těhotné ženy, jejíž vražda byla provedena brutálně a to rozříznutím břicha a vyjmutí plodu, které skončilo v jiné místnosti, tvář oběti však napovídá klidu, který oběť v době činu měla. Nebylo pochyb o rituální vraždě.
Jinde v Miami žije žena, která kdysi byla velmi bohatá a zcestovalá, žije se svou malou dcerou a skrývá tajemství. To, které by mohlo objasnit kdo je onen vrah, který udeřil znovu.
Příběh se odehrává ve třech rovinách a kloubí velice poutavým způsobem kulturu afrického kmene Jorubů, šamanismus s rasismem v USA a zvrácenou lidskou duší.